# Bote & Bock
Bote & Bock ist ein deutscher Musikverlag.

## Anfänge im 19. Jahrhundert
Vorgänger des Verlags war der Berliner Musikverlag C.W. Froehlich & Comp., der von Traugott Friedrich Julius Ahlemann 1831 gegründet worden war und von 1832 bis 1838 insgesamt 85 Titel veröffentlicht hatte. Er war nach Ahlemanns Gattin Christiane Wilhelmine Ahlemann, geb. Froehlich, benannt, die den Verlag nach wenigen Jahren auch übernahm. Nach dem Tod von Traugott Friedrich Julius Ahlemann verkaufte seine Witwe im Januar 1838 ihre Anteile an ihren jungen Mitarbeiter Gustav Moritz Bock (1813–1863) und den bei der Behr'schen Buch- und Kunsthandlung tätigen Eduard Bote (1811–1888). Im Februar 1838 wurden Musikalienhandlung und Verlag Bote & Bock gegründet. Eduard Bote betreute im Verlag eher die technische Seite, während Gustav Bock die Geschäfte führte. In den ersten beiden Jahren erschienen etwa je 30 Titel im Verlag, meist von heute unbekannten Komponisten. 1840 kaufte Bote & Bock den Musikverlag des Kupferstechers Moritz Westphal hinzu, dessen sämtliche Werke in die Verlagsliste von Bote & Bock aufgenommen wurden. 1840 umfasste der Katalog des Verlags 1000 Titel. 1846 gründete Gustav Bock die Neue Berliner Musikzeitung, auch um die Resonanz von Bote & Bock über Berlin hinaus auszudehnen und neue Käuferkreise zu erschließen. Nach kurzer Zeit war die Zeitung so verbreitet, dass die wichtigsten in- und ausländischen Musikverlage sie als Werbeträger nutzten. Daneben gab es in der Zeitung Rezensionen und Fachartikel. 1847 wurde Bote & Bock der Titel eines Hofmusikalienhändlers verliehen. Ende der 1840er Jahre eröffnete die Firma Zweiggeschäfte in Breslau, Posen und Stettin, von denen einige jedoch bald wieder geschlossen wurden. Die Firma widmete sich in diesen Jahren auch dem Verleih von Noten und betätigte sich als Konzertveranstalter. Der wichtigste Bühnenautor Mitte des 19. Jahrhunderts, den Bote & Bock verlegte, war Jacques Offenbach. Eduard Bote schied 1847 aus dem Verlag aus, der nun bis zur Aufgabe seiner Selbstständigkeit immer im Alleinbesitz der direkten Nachkommen von Gustav Bock blieb.
1863 starb der Gründungsverleger Gustav Bock, seine Witwe beauftragte als Alleinerbin den Bruder Gustav Bocks, Emil Bock, als Prokuristen mit der Leitung der Firma. Dieser starb jedoch schon acht Jahre später 1871 und das Geschäft ging auf Gustav Bocks einzigen Sohn Hugo (1848–1932) über. Hugo Bock leitete das Unternehmen 61 Jahre lang. 1873 richtete er einen neuen Firmensitz in der Leipziger Straße 37 in Berlin ein. Bedeutende Komponisten des Verlags in dieser Zeit waren Ignacy Jan Paderewski, Pietro Mascagni, Ruggiero Leoncavallo, Wilhelm Kienzl, Eugen d’Albert, Bedřich Smetana, Max von Schillings, Béla Kéler und Hans Pfitzner. 1908 erwarb der Verlag die Publikationen von Lauterbach & Kuhn, einem Verlag, der 1902 in Leipzig gegründet worden war und dessen bedeutendste Künstler Gustav Mahler und Max Reger waren.

## Der Verlag am Anfang des 20. Jahrhunderts
Im Juli 1908 übertrug Hugo Bock die Prokura für den Verlag Bote & Bock an seinen ältesten Sohn Gustav Bock (1882–1953). Wenige Monate später erhielt auch Hugo Bocks zweiter Sohn Anton Prokura. Um 1930 veröffentlichte der Verlag Werke von Arnold Schönberg, Paul Dessau und anderen. Mit Publikationen von Händel-Opern beteiligte er sich auch an der Wiederbelebung der Barockmusik. Um diese Zeit geriet der Verlag aus mehreren Gründen in die Krise. Die Musik der Salonorchester wurde von Radios und Plattenspielern verdrängt, der Tonfilm machte Tausende von Stummfilm-Musikern brotlos und Schlager und Kompositionen der Zwanzigerjahre veralteten zunehmend. 1934 musste die Produktion stark gedrosselt werden, 1935 wurde der Führungsstab reduziert und Kurt Radecke (1901–1966), ein Enkel von Hugo Bock, wurde neben Gustav Bock zum persönlich haftenden Gesellschafter.

## Nationalsozialismus und Zweiter Weltkrieg
Nach dem Machtantritt der Nationalsozialisten wurde der Verlag Bote & Bock als „jüdisch“ diffamiert und war Angriffen der Nationalsozialisten ausgesetzt. Der Verlag Bote & Bock wurde zunächst in die Reichskulturkammer integriert, 1935 jedoch wieder ausgeschlossen. Die Erben Hugo Bocks gründeten daraufhin im November 1935 eine Tarn-GmbH, welche die Verlagsgeschäfte weiterführte und für die der Verleger Robert Lienau als Geschäftsführer gewonnen wurde. Hugo Bocks Tochter Fanny Schiftan war Stille Teilhaberin und wurde ausgezahlt. Ihr Sohn Fritz Schiftan, der als Nachfolger für die Firmenleitung vorgesehen war, erhielt noch 1934 Gesamtprokura, musste aber 1938 ausscheiden, beiden gelang die Flucht aus Deutschland. Seit 1938 war Bote & Bock dann eine Kommandit-Gesellschaft, einziger Komplementär bis 1947 war Kurt Radecke. Bis 1945 wurden die Verlagsgeschäfte nur sehr eingeschränkt fortgeführt, als „jüdisch“ geltende Autoren durften nicht nachgedruckt oder öffentlich aufgeführt werden, so zum Beispiel auch Jacques Offenbach. Allerdings blieb der Verlag auch in der NS-Zeit der offizielle Marschmusik-Verlag. Mit Beginn der Luftangriffe auf Berlin lagerte der Verlag seine Bestände nach Aschersheim bei Waldheim in Sachsen und nach Woxfelde bei Küstrin (heute Głuchowo in der Gemeinde Słońsk) aus. Am 23. und 24. November 1943 wurden die Verlagsgebäude zerstört, dabei verbrannten zahlreiche Materialien, Unterlagen und Manuskripte. 1944 wurde dann auch ein zwischenzeitliches Ausweichquartier zerstört.

## Nach 1945
Nach dem Krieg baute Hugo Bocks Enkel, der Jurist Dieter Langheld (* 2. November 1911), den Verlag wieder auf. Schon im Januar 1946 erhielten er und Kurt Radecke eine Lizenz, um gedruckte Musik und Bücher zu publizieren. Als Seniorchef wurde Gustav Bock wieder in die Firma aufgenommen. Für das eigene Geschäft wurden Räume in der Bülowstraße 38 gefunden. Anderthalb Jahre nach Kriegsende waren alle Vorkriegstitel wieder lieferbar. Viele der ausgelagerten Materialien waren aber verlorengegangen.
Der Verlag war in dieser Zeit nicht so sehr auf das barocke, klassische oder romantische Erbe konzentriert, sondern verlegte vor allen Dingen Neue Musik lebender Komponisten. Bis 1963 wurden 22.000 Verlagswerke veröffentlicht.
1979 wurde Kurt Radeckes Sohn Hans-Jürgen (* 25. August 1932) persönlich haftender Gesellschafter der Firma, die nun als KG geführt wurde. 1996 kaufte die Londoner Firma Boosey & Hawkes Bote & Bock für 6,4 Mio. DM. Boosey & Hawkes führten Bote & Bock unter dem alten Namen weiter.